# 7317 Cabot
A 7317 Cabot (ideiglenes nevén 1940 ED) a Naprendszer kisbolygóövében keringő kisbolygó, melyet 1940. március 12-én fedezett fel Kulin György a Svábhegyi Csillagvizsgálóban.
Kulin György a 2739 Viracochával együtt fedezte fel, majd április 14-éig további hat alkalommal észlelte. Ezt követően legközelebb csak 1983 tavaszán sikerült megfigyelni, sorszámot 1996-ban kapott. A Magyar Csillagászati Egyesület közgyűlése a Lassovszky nevet javasolta az égitestnek, Lassovszky Károly magyar csillagászra emlékezve. Azonban Christopher Aikman kanadai csillagász hamarabb tett javaslatot, így a kisbolygó 1997 óta John Cabot XV. századi felfedező nevét viseli, míg a 7383-as sorszámú aszteroidát keresztelték Lassovszkyra.